# Menhir Men-Milène
Der Menhir Men-Milène (auch Men-Milène-de-Pourhos, Menhir von Kerangoff oder Pierre Jaune) steht nördlich von Saint-Philibert im Département Morbihan in der Bretagne in Frankreich. Er befindet sich südwestlich der Kreuzung von D 28 und D 781 beim Weiler Kerangoff.
Der über 2,0 m hohe Menhir hat im Umriss große Ähnlichkeit mit den idealtypischen Menhiren von Ginestous und Lanvar.
Der Stein ist seit 1927 als Monument historique klassifiziert.
In der Nähe liegen der Dolmen von Kercadoret, der Dolmen von Kermané und die Dolmen von Kerran.